# P2000 (netwerk)
P2000 is een van de onderdelen van het Nederlandse C2000-alarmeringsnetwerk op basis van het Flex-protocol.

## Beschrijving

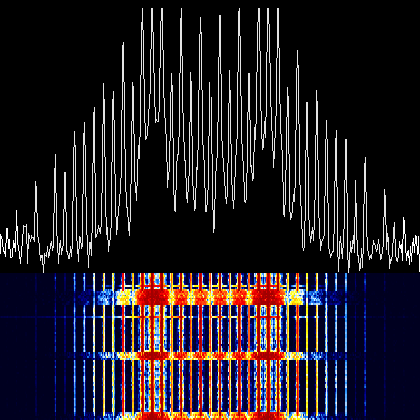
Een P2000 signaal

Het netwerk is opgezet om personeel van de hulpdiensten zoals brandweer, reddingsbrigade, ambulance, handhaving, politie, Rode Kruis, KNRM en DARES op te roepen in geval van een incident of andere situatie waar hun aanwezigheid gewenst is. Hoewel het systeem opgezet is met een hoge mate van bedrijfszekerheid hebben de meeste gebruikers procedures om uitval of overbelasting van dit belangrijke systeem op te vangen. Uit verschillende tests is gebleken dat overbelasting van het systeem heel onwaarschijnlijk is en de capaciteit ruim voldoende is om de grootste rampen aan te kunnen.
P2000 is een digitaal systeem dat het oude analoge systeem vervangen heeft. Het systeem is in tegenstelling tot C2000 niet versleuteld, waardoor de berichten door iedereen ontvangen en gelezen worden. Het P2000-systeem maakt gebruik van de frequentie 169,650 MHz.

## Berichten
De berichten zijn vergelijkbaar met sms-berichten en zijn opgebouwd uit een aantal onderdelen die per dienst en regio kunnen verschillen. Doorgaans bevatten de berichten:
- Soort incident
- Locatie
- Prioriteit
- Gealarmeerde eenheden
- Opschaling

Een voorbeeld van een melding:
```
P 1 BDH-01 STANK/HINDER. LUCHT (GASLUCHT) GRAAF FLORISWEG GOUDA 169194 163130
```

Dit is een PRIO 1 melding van een gaslucht voor de kazerne Gouda en de Officier van Dienst (OvD). P1 staat voor prioriteit 1 dus een spoedmelding. BDH-01 staat voor de gespreksgroep waar de eenheden zich inmelden. In dit geval staat BDH voor Brandweer Den Haag (Eerste letter Brandweer gevolgd door plaatsnaam meldkamer). 01 geeft het eerste incidentkanaal aan. Stank/hinder. lucht is de kwalificatie vanuit het meldkamersysteem. De centralist beoordeelt de melding en koppelt deze aan een klasse. Aan de hand van deze klasse ontvangt hij/zij een uitrukvoorstel. In dit geval een tankautospuit en een Officier van Dienst. De nummers 169194 en 163130 staan voor de roepnummers van het voertuig: De OvD 16-9194 en de eerste tankautospuit Gouda 16-3130

### Capcode

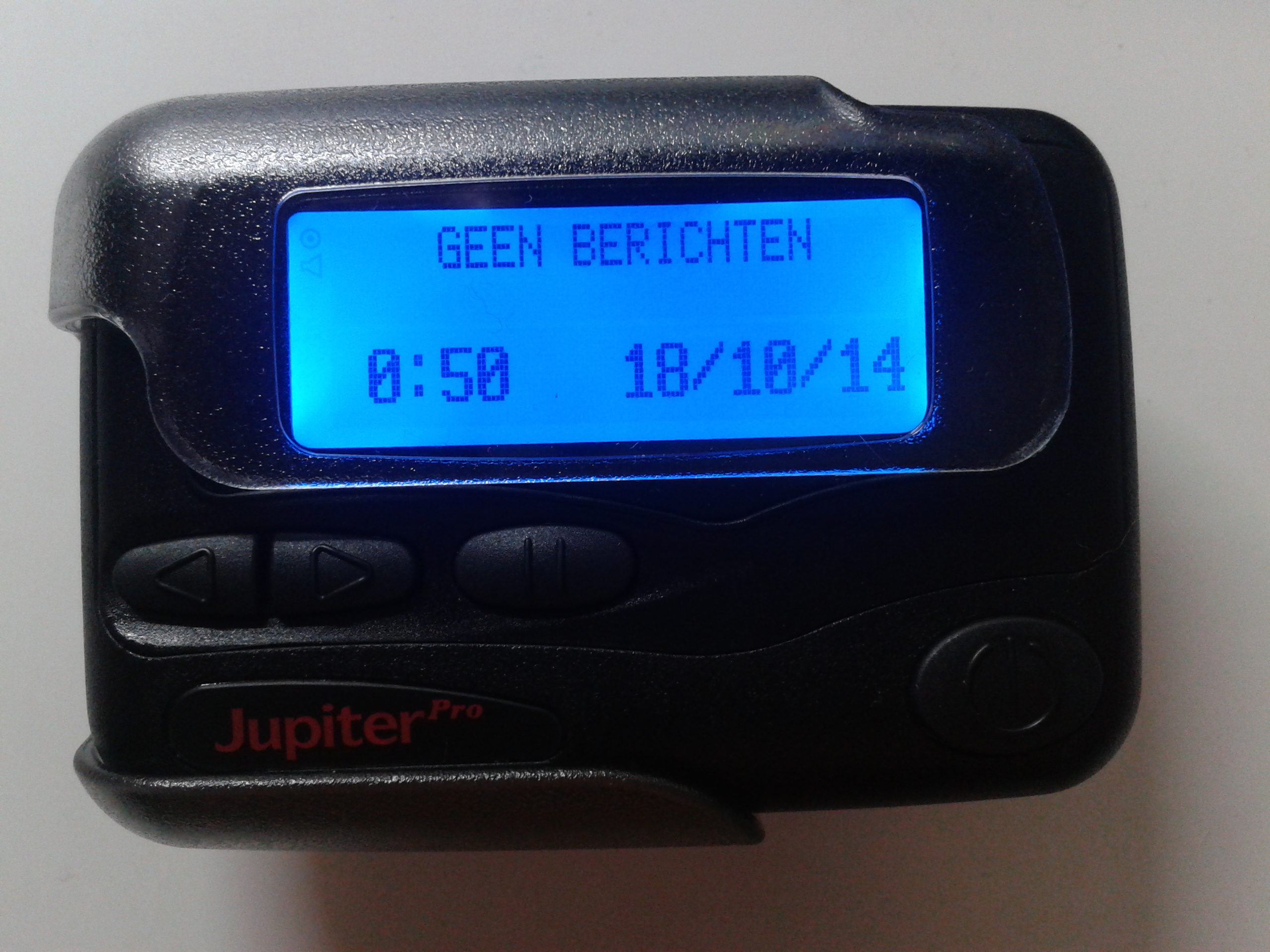
Apollo Jupiter Pro P2000-pager van de Nederlandse hulpdiensten

De P2000-pager reageert als hij een bericht ontvangt met de in het geheugen geprogrammeerde capcode. In het geheugen van een pager kunnen meerdere (meestal 16) capcodes geprogrammeerd worden. Een capcode is grofweg vergelijkbaar met een telefoonnummer of IP-adres en identificeert de bedoelde ontvanger. Het verschil is echter dat er meerdere ontvangers hetzelfde nummer kunnen hebben, men "luistert" naar berichten met een bepaalde capcode. De opzet van het systeem is dat de benodigde eenheden of personen gealarmeerd kunnen worden zonder dat er te veel mensen opgeroepen worden.
Een voorbeeld van een lijst met capcodes van een kazerne van de brandweer in de stad Groningen:
- Korps Groningen, post Sontweg 
  - 0400271 Korps Groningen-Sontweg (TAS 01-1832) TAS = Tankautospuit
  - 0400272 Korps Groningen-Sontweg (TAS 01-1831)
  - 0400273 Korps Groningen-Sontweg (TAS 01-1834)
  - 0400274 Korps Groningen-Sontweg (TAS 01-1833)
  - 0400275 Korps Groningen-Sontweg (SB 01-1850) SB = Schuimblusvoertuig
  - 0400277 Korps Groningen-Sontweg (HW 01-1851) HW = Hoogwerker

Een andere manier van capcode-indeling, die bij veel korpsen in Nederland gebruikt wordt:
- Regio IJsselland, korps Zwartewaterland, post Genemuiden
  - 0611263 Zwartewaterland-Genemuiden (Bevelvoerders)
  - 0611265 Zwartewaterland-Genemuiden (Lichtkrant kazerne)
  - 0611266 Zwartewaterland-Genemuiden (Blusgroep 1)
  - 0611267 Zwartewaterland-Genemuiden (Blusgroep 2)
  - 0611290 Zwartewaterland-Genemuiden (Monitorcode)

### Terugkoppeling
Om inzichtelijk te kijken naar de bezetting van posten zijn er verschillende systemen ontwikkeld. Door middel van terugkoppeling op de pager kan men een oproep beantwoorden of afwijzen. De meldkamercentralist ziet direct of er een volwaardige bezetting is. Het systeem is ontwikkeld om zelfstandig te alarmeren voor onderbezetting of om een buurpost te ontwikkelen. Deze opties verschillen per regio.

### Prioriteiten
In een P2000-oproep staat meestal ook de prioriteit vermeld die de meldkamer aan deze oproep heeft verbonden.
Zo zijn er verschillende prioriteiten:
- Prio 1: Gebruik van optische en geluidssignalen. Hierbij is het voertuig een voorrangsvoertuig ter uitvoering van hun taak.
- Prio 2: Geen gebruik van optische en geluidssignalen. Wel heeft de eenheid bepaalde vrijstellingen (zoals tegen het verkeer in rijden, parkeren op de stoep, etc.) Zie hiervoor de brancherichtlijnen per dienst.
- Prio 3: Geen gebruik van optische en geluidssignalen. Daarnaast geen gebruik van vrijstellingen. Het voertuig is een reguliere verkeersdeelnemer.

#### Ambulance
De ambulancediensten kennen vier verschillende prioriteiten:
- A0: een levensbedreigende situatie waarbij direct medische zorg nodig is, zoals een reanimatie. Deze melding gaat boven alle meldingen, een A1-ambulance die op dat moment in de buurt rijdt zal dan ook direct naar de A0-melding worden gestuurd.
- A1: een spoedurgentie waarbij de ambulance binnen 15 minuten ter plaatse moet zijn. Er is dan sprake van een mogelijk levensbedreigende situatie. Bij deze urgentie wordt gereden met optische en akoestische signalen.
- A2: een spoedurgentie waarbij geen gebruik wordt gemaakt van optische en akoestische signalen. Zoals wanneer er een huisarts aanwezig is die al heeft geconstateerd dat de patiënt direct naar het ziekenhuis moet, maar er geen sprake van een direct levensbedreigende situatie is.
- B: besteld vervoer, zoals van het ziekenhuis naar verpleeghuis.

De A1- en A2-urgentie kan uitgegeven worden via een Directe Inzet Ambulance (DIA). Bij een DIA-inzet is het adres bekend en is de centralist nog bezig met het uitvragen van de melder. Aan de hand van de informatie kan de centralist beslissen om op te schalen naar A1 of de ambulance met A2 door te laten rijden. Doordat het adres bekend is, rijdt de ambulance al. Aanrijdend wordt het beeld bijgesteld of opgeschaald.
Naast bovengenoemde prioriteitsritten kent de ambulance ook de zogenoemde voorwaardenschepping. Hierbij wordt een ambulance verzocht zich naar een gebied te begeven waar in het geval van een A1-melding op dat moment geen ambulance binnen 15 minuten aanwezig kan zijn of als eerder aanwezige ambulances ingezet zijn. De VWS-ritten worden gereden onder A2.

#### Brandweer
Er zijn drie verschillende prioriteiten, die ook bepalen hoe de hulpverleners naar het incident mogen rijden.
- Prio 1: het voertuig mag zich in het verkeer gedragen als voorrangsvoertuig en dus gebruikmaken van optische en akoestische signalen (zwaailichten en sirene). Dit wordt toegestaan in situaties waar een mensenleven bedreigd wordt of kan worden of waar aanzienlijke schade aan (onroerende) goederen dreigt.
- Prio 2: er is wel een noodzaak om direct ter plaatse te komen, maar het is niet dermate dringend dat het voertuig zich mag gedragen als voorrangsvoertuig. De bevelvoerder in het voertuig mag beslissen of de optische en geluidssignalen gebruikt worden, sommige verkeersregels mogen echter overtreden worden indien strikt noodzakelijk (het gaat dan met name om de positie van het voertuig op de weg, het voertuig mag bijvoorbeeld een fietspad of trottoir berijden).
- Prio 3 en overige is niet meer in gebruik. Voor testmeldingen of proefalarmen wordt dit door enkele regio's nog gebruikt. De reden hiervoor is dat een uitruk bij de brandweer altijd Prio 2 is, omdat er sprake is van het uitvoeren van de brandweertaak. Prio 3 zou inhouden dat er geen gebruik mag worden gemaakt van vrijstellingen, terwijl een taak dit soms wel vereist (lees: wegafzetting, parkeren op de stoep, tegen de richting in gaan, etc.)

### Opschaling
De opschaling wordt in berichten meestal ook vermeld. Het gaat dan om een klein, middel, groot of zeer groot incident. De classificatie bepaalt welke (soort) eenheden gealarmeerd worden. De leidinggevenden kunnen aan het bericht zien hoe ver men opgeschaald is om zo de organisatiestructuur te kennen.
In de opschaling wordt vaak ook melding gemaakt van:
- GRIP-fases
- inzet van een peloton of compagnie
- inzet van een SIGMA-team
- inzet van een noodhulpteam
- Treinincidentscenario of TIS
- Vliegtuigongevalscenario of VOS

## Openbaarheid in het geding
Het feit dat de berichten op P2000 onversleuteld en daardoor voor iedereen leesbaar zijn, is onderwerp van discussie. Zo stelde de SP in 2013 kamervragen hierover in verband met de privacy van burgers op wie de opgeroepen hulpdiensten afkomen. Minister Opstelten zegde daarop toe maatregelen te treffen om de P2000-berichten te laten versleutelen. Daarbij zal wel worden gekeken of er een regeling kan worden getroffen voor journalisten, om op tijd te kunnen berichten over calamiteiten.